# Hieracium intumescens
Hieracium intumescens es una especie de planta con flor del género Hieracium, de la familia Asteraceae, orden Asterales.

## Distribución
Hieracium intumescens se distribuye por Italia.

## Taxonomía
Fue descrita científicamente por Näg. & Peter.
Tratamiento taxonómico
La especie aparece registrada y publicada en Hierac. Mitt.-Eur.